# Slåenhøj

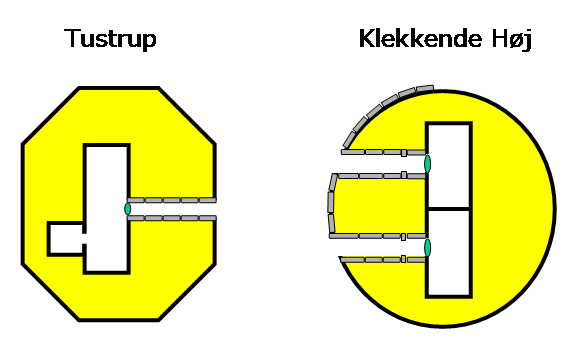
Doppelganggrab rechts – Prinzipskizze

Der Slåenhøj (auch Slaaenhøj oder Slaaenbjerg von Nyrup genannt) nordwestlich von Kalundborg, zwischen Nyrup und Raklev auf der dänischen Insel Seeland gelegen, ist eine Megalithanlage in einem Rundhügel von 15 bis 19 Metern Durchmesser. Im Südosten des Hügels liegt das zwischen 3500 und 2800 v. Chr. errichtete Doppelganggrab (dänisch Dobbeltjættestue) der Trichterbecherkultur (TBK). Das Ganggrab ist eine Bauform jungsteinzeitlicher Megalithanlagen, die aus einer Kammer und einem baulich abgesetzten, lateralen Gang besteht. Diese Form ist primär in Dänemark, Deutschland und Skandinavien, sowie vereinzelt in Frankreich und den Niederlanden zu finden. Doppelganggräber findet man in 57 Beispielen auf Seeland. Während die meisten an den benachbarten Schmalseiten gemeinsame Tragsteine aufweisen, liegen die Kammern im Slåenhøj (wie in einigen jütländischen Anlagen) getrennt voneinander aber eng benachbart, im selben Hügel. Die Kammern sind oval und Nordost-Südwest orientiert.

## Südkammer
Die südliche Kammer ist 3,4 m lang und 2,3 m breit. Sie besteht aus neun Tragsteinen. Der Boden ist aus runden Steinen und Feuersteinabschlägen hergestellt. Er war stark von Brandspuren gefärbt. Über dieser Schicht war eine Schicht flacher Steinfliesen verlegt. Der Nordwest-Südost orientierte mittig ansetzende Gang ist 4,5 m lang, 0,6 m breit und 0,5–0,6 m hoch. Es wird beidseitig von vier erhaltenen Tragsteinen und Resten zweier Türkonstruktionen gebildet. Es gibt im mit Steinen blockierten Gang einen Schwellenstein.
Zu den Funden der Ausgrabung von 1876 gehören eine Streitaxt, Fragmente einer zweiten Axt und diverse Feuersteinwerkzeuge unterschiedlichen Typs sowie zerscherbte Keramik.

## Nordkammer
Die nördliche Kammer war etwa 3,8 m lang und 2,2 m breit. Sie wurde aus elf Tragsteinen errichtet, von denen nur drei erhalten sind. Ein Sturzstein liegt auf zwei Steinen. Der Boden hatte eine Pflasterung und eine Schicht aus zerbranntem Feuerstein, auf der Skelettreste und Grabbeigaben gefunden wurden. Diese Funde waren mit einer Schicht aus flachen Steinen bedeckt.
Vom mittig ansetzenden 4,5 m langen Gang ist nur ein Tragstein erhalten.
Zu den Funden der Ausgrabung von 1876 gehören diverse Feuersteinwerkzeuge unterschiedlichen Typs sowie zerscherbte Keramik.
Im Hügel wurde eine bronzezeitliche Urne gefunden.